# 도버 해협

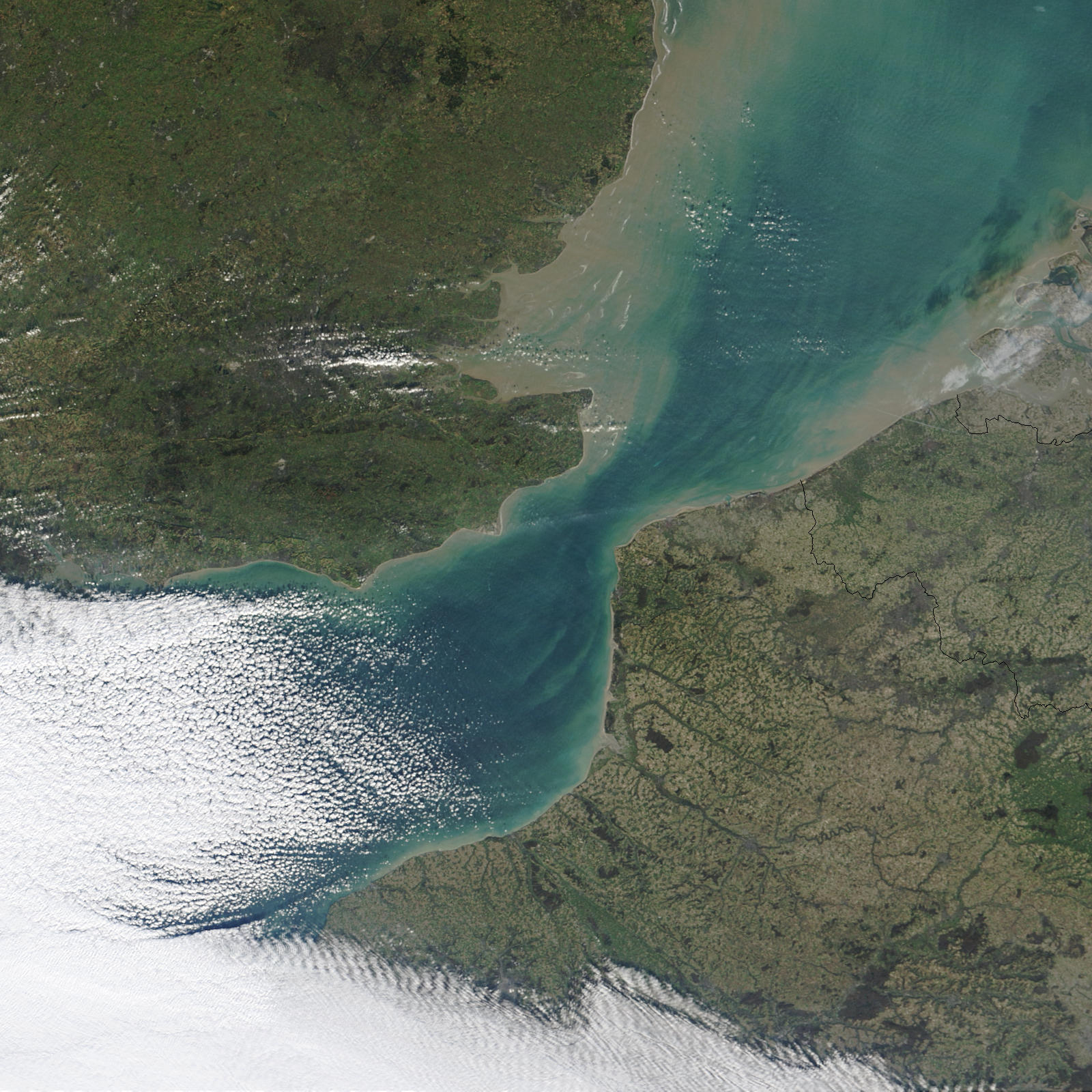
도버 해협

도버 해협(영어: Strait of Dover 스트레이트 오브 도버[*], 문화어: 도우버 해협) 또는 칼레 해협(프랑스어: Pas de Calais 파 드 칼레[*])은 영국 해협 동쪽의 가장 좁은 해협이다. 북해와 영국 해협 사이에 끼어 있으며 그레이트브리튼섬과 유럽 대륙을 나눈다. 도버 해협을 사이에 둔 영국과 프랑스 간의 최단거리는 33.3km에 달하며, 켄트 주 도버 북동부의 사우스포랜드와 파드칼레 주 칼레 부근의 그리네즈 곶을 잇는다. 이 두 지점 사이의 구간은 영국 해협을 횡단하려는 수영인들이 가장 많이 찾는 경로이기도 하다.
도버 해협은 그 전부가 영국과 프랑스의 영해로 이뤄져 있지만, 해양법에 관한 국제연합 협약에 명시된 통과통항권에 따라 선박이 이곳을 어떠한 제약없이 통과할 수 있도록 하고 있다.
맑은 날에는 영국에서 프랑스 쪽의 해안을, 반대로 프랑스에서 영국 쪽의 해안을 맨눈으로도 관측할 수 있으며, 영국의 도버 백악절벽이 전망 장소로 특히 유명하다. 또 밤에는 반대쪽 해안선을 따라 불빛이 보이기도 한다. 한편으로 영국의 전 수상 윈스턴 처칠은 "율리우스 카이사르가 도버 해협을 건너 잉글랜드에 상륙했을 때 대영 제국의 역사는 시작되었다"고 평가한 바 있다.

## 지질과 형성

초기 홀로세 (기원전 10,000년) 시점의 영국과 북유럽 일대 지도. 도버 해협과 라인 강이 만나있는 모습을 확인할 수 있다.

도버 해협은 그레이트브리튼섬의 윌드 지역과 파드칼레의 불로네 지역을 잇던 육지로 된 다리가 침식되면서 형성된 것으로 보인다. 영국 해안가나 프랑스 해안가, 해협 해저에는 백악이 주요 암석으로 구성되어 있다. 사실 백악 자체는 침식에 어느정도 저항력을 지니고 있지만, 도버 해협의 해안가에는 이러한 백악이 침식되어 형성된 해안절벽들이 늘어서 있으며, 영국의 도버 백악절벽과 프랑스의 블랑네즈 곶이 가장 유명하다. 채널 터널은 이 단단한 백악 지반을 뚫고 건설된 것이다.
한편 플라이스토세의 빙하기 초기에는 해수면이 낮아지면서 지금의 도버 해협 쪽으로 라인강이 흘렀었다. 당시에는 스칸디나비아에서 스코틀랜드까지 빙하가 하나의 댐처럼 형성되어 있었고, 템스강과 이어져 북유럽 일대를 흐르던 라인 강은 그 빙하를 따라 거대한 호수를 형성하였다. 이는 곧 영국의 윌드 지방을 넘어 영국 해협으로 흘러들게 되었다. 이렇게 넘친 물로 형성된 해협은 도버 해협을 이루게 된 것이고, 그것이 지금으로부터 42만 5000년 전이다. 도버 해협 중간의 좁고 깊은 해협은 마지막 빙기 때 라인강의 강바닥에 해당됐다.

## 선박 통행
대서양과 북해·발트해 사이를 운항하는 선박들은 대부분 도버 해협을 통과한다. 그렇지 않으면 스코틀랜드 북부까지 돌아가야 할 뿐더러, 바닷길도 훨씬 더 위험하기 때문이다. 이 때문에 도버 해협은 상업적 목적의 선박만 하루에 400척이 통과하며, 전세계에서 가장 통행량이 많은 공해로 중 하나이기도 하다. 따라서 도버 해협의 안전 통행은 중요한 문제로 취급되어 왔고, 영국 해안경비대와 프랑스 해양경찰이 해협 감시를 24시간 유지하고, 선박이 다니는 선로 제도를 엄격히 시행하고 있다.
동서 방면으로 집중되어 있는 통행 이외에도 영국 도버와 프랑스 칼레를 남북으로 잇는 페리 노선도 있다. 옛날에는 이 페리 노선이 두 지역을 잇는 유일한 교통수단이었지만 1994년 채널 터널이 완공되면서 해저 45m 깊이를 통과해 두 지역을 잇고 있다. 한편으로 도버 해협은 영국의 BBC 라디오에서 진행하는 해운 일기예보 방송에서 해역을 구분짓는 이름 가운데 하나로 쓰이고 있다.

## 수영 횡단
도버해협 횡단에 성공하여 역사의 큰 흐름을 결정지은 대표적인 인물은 카이사르, 잉글랜드 윌리엄 1세 등이 있다. 실패한 이는 스페인 펠리페 2세, 나폴레옹 1세, 히틀러 등이 있다. 최초 헤엄을 쳐서 해협을 건넌 사람은 장 마리 살페티라는 프랑스 군인으로, 그는 1815년 7월에 도버항에 정박한 영국 감옥선에서 탈출한후 수영만으로 프랑스의 볼로뉴 해안에 도착하였다. 이후 1875년 8월 24일에 미국 해군 대위 매슈 웨브가 도버에서 칼레까지 헤엄쳐 건너는데 성공했다. 그가 횡단한 거리는 63km이며 소요된 시간은 21시간 45분이었다.
1875년부터 1994년까지 120년간 약 4,200명의 도전자중에 400명이 수영으로 횡단하는데 성공하였다. 가장 빠른 기록은 미국인 남성 채드 헌드비가 세운 7시간 17분(1994년)이고, 여성은 미국 페니 리 딘이 7시간 40분(1978년)을 기록하였다. 최연소 횡단자는 11년 11개월의 영국 소년 코머스 그레고리이고, 최고령자는 67년 7개월의 호주의 클리퍼드 배트로 알려져 있다. 1961년에는 최초로 왕복 횡단에 성공했으며 주인공은 안토니오 아베르톤도 라는 아르헨티나인이다. 가장많이 횡단한 사람은 앨리슨 스트리터라는 영국여성으로 13년간 32번 횡단했다. 한국인으로는 1982년 8월 30일에 9시간 36분의 기록을 세운 조오련이 있다.
해협의 최단거리는 약 33.2km 정도 이지만 거센파도와 조수변화, 낮은 수온, 변덕스러운 날씨변화 등으로 인해 어려움이 많고 보통 50km 이상을 헤엄치게 된다고 한다. 또한 도전자들은 1시간마다 음료나 죽을 건네받아 먹는 것 이외에는 어떤 도움도 받아서는 안되고 보트에 기대어도 안되며 뭍에 상륙한뒤에는 혼자 힘으로 세 발짝 이상 걸여야 한다는 등의 매우 까다로운 '영국 해협 수영협회'의 규정을 모두 준수해야 성공한 것으로 인정받을 수 있다.